# Tętnica lędźwiowa najniższa
Tętnica lędźwiowa najniższa (łac. arteria lumbalis ima) – w anatomii człowieka parzysta tętnica będąca gałęzią ścienną tętnicy krzyżowej pośrodkowej. W swoim przebiegu układa się na piątym kręgu lędźwiowym, będąc najniżej położonym i najsłabszym odpowiednikiem pozostałych tętnic lędźwiowych, odchodzących od aorty brzusznej. Podobnie jak one, oddaje gałąź grzbietową i gałąź rdzeniową. Tworzy zespolenie z gałęzią lędźwiową tętnicy biodrowo-lędźwiowej.